# Birds of Prey (2020)
Birds of Prey: And the Fantabulous Emancipation of One Harley Quinn, of kortweg Birds of Prey, is een Amerikaanse superheldenfilm uit 2020 onder regie van Cathy Yan. De film is gebaseerd op de gelijknamige stripreeks van DC Comics. De hoofdrollen worden vertolkt door Margot Robbie, Jurnee Smollett-Bell, Mary Elizabeth Winstead, Rosie Perez, Ella Jay Basco en Ewan McGregor. Het is de achtste film in het DC Extended Universe.

## Verhaal
Het verhaal speelt zich af na de gebeurtenissen uit Suicide Squad (2016). Batman is uit Gotham City verdwenen en Harley Quinn heeft de Joker verlaten. Wanneer de jonge Cassandra Cain een diamant vindt die aan de misdaadbaas Black Mask toebehoort, besluiten Harley, Black Canary, Huntress en Renee Montoya samen te werken om haar te beschermen.

## Rolverdeling
| Acteur                  | Personage                    |
| ----------------------- | ---------------------------- |
| Margot Robbie           | Harley Quinn                 |
| Rosie Perez             | Renee Montoya                |
| Mary Elizabeth Winstead | Helena Bertinelli / Huntress |
| Jurnee Smollett-Bell    | Dinah Lance / Black Canary   |
| Ewan McGregor           | Roman Sionis / Black Mask    |
| Ella Jay Basco          | Cassandra Cain               |
| Chris Messina           | Victor Zsasz                 |
| Ali Wong                | Ellen Yee                    |
| Daniel Bernhardt        | Sionis' Chauffeur            |
| Derek Wilson            | Detective Tim Monroe         |
| François Chau           | Mr. Keo                      |
| Matthew Willig          | Happy                        |
| Steven Williams         | Captain Patrick Erickson     |
| Charlene Amoia          | Maria Bertinelli             |
| Bojana Novakovic        | Erika                        |

## Productie

### Ontwikkeling

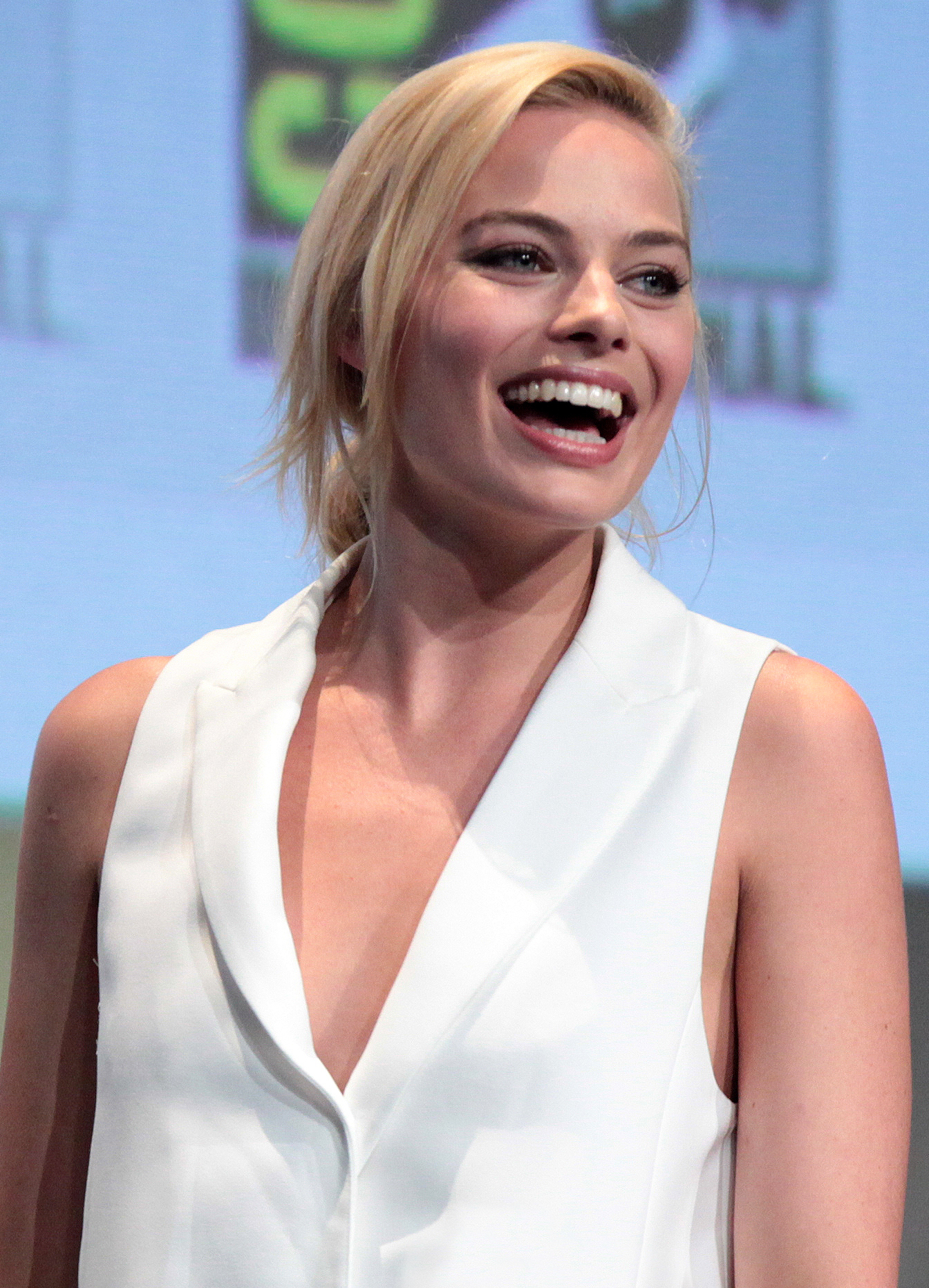
Margot Robbie is naast hoofdrolspeelster ook producente van het project.

In 2015, tijdens de opnames van Suicide Squad, stelde actrice Margot Robbie aan Warner Brothers voor om een spin-off te maken rond haar personage Harley Quinn en enkele andere vrouwelijke superhelden en schurken van DC Comics. In mei 2016, enkele maanden voor de release van Suicide Squad, kondigde de studio de spin-off aan. Robbie werd niet alleen als hoofdrolspeelster maar ook als producente van het project aangekondigd. In 2016 werd Christina Hodson ingeschakeld om het script te schrijven. In april 2018 werd Cathy Yan aangekondigd als regisseur. Ze werd zo de eerste Aziatische vrouw die een Amerikaanse superheldenfilm mocht regisseren.
Gelijktijdig met de ontwikkeling van het Birds of Prey-project overwoog Warner Brothers ook om een film te maken rond de vrouwelijke schurken Harley Quinn, Catwoman en Poison Ivy. Dit project, dat door Suicide Squad-regisseur David Ayer bedacht werd en de titel Gotham City Sirens kreeg, rekende eveneens op een terugkeer van Robbie als Harley Quinn. Ook Jared Leto, die de Joker speelde in Suicide Squad, werd aan het project gelinkt. In 2017 was er ook sprake van een film rond Joker en Harley Quinn, eveneens met Leto en Robbie als hoofdrolspelers. Rond beide projecten werd het stil toen de studio besloot om met Birds of Prey verder te gaan. De plannen rond Birds of Prey zorgden er ook voor dat de productie van de Suicide Squad-sequel werd uitgesteld.
In juli 2018 kondigde Robbie aan dat de film R-rated zou worden en in vergelijking met andere superheldenfilms over een veel kleiner budget zou beschikken.

### Casting
Margot Robbie besloot voor de tweede keer in de huid te kruipen van Harley Quinn, de antiheldin die ze voor het eerst vertolkte in Suicide Squad. Vanaf augustus 2018 werd de rest van de cast samengesteld. De studio ging op zoek naar actrices om de personages Black Canary, Huntress, Cassandra Cain en Renee Montoya te vertolken.
Onder meer Alexandra Daddario, Jodie Comer, Blake Lively en Vanessa Kirby toonden interesse. Het Batman-personage Black Mask werd onthuld als de schurk van de film. Daarnaast raakte ook bekend dat de studio een multiraciale actrice wilde voor het personage Black Canary. Onder meer Janelle Monáe, Gugu Mbatha-Raw en Jurnee Smollett-Bell werden overwogen. Sofia Boutella, Margaret Qualley, Mary Elizabeth Winstead en Cristin Milioti werden gelinkt aan de rol van Huntress. Justina Machado en Roberta Colindrez deden auditie voor Renee Montoya. Voor het personage Cassandra Cain ging Warner Brothers op zoek naar een twaalfjarige Aziatische actrice. Ewan McGregor en Sharlto Copley werden overwogen als de schurk Black Mask.
Eind september 2018 raakte bekend dat Smollett-Bell en Winstead gecast waren als respectievelijke Black Canary en Huntress. Enkele dagen later kreeg Rosie Perez de rol van Renee Montoya. In november 2018 werden Ewan McGregor en de jonge Ella Jay Basco als respectievelijk Black Mask en Cassandra Cain aan het project toegevoegd. In de daaropvolgende maanden werd de cast verder uitgebreid. Chris Messina werd in december 2018 gecast als de seriemoordenaar Victor Zsasz.

### Opnames
De opnames gingen op 14 januari 2019 van start in Los Angeles onder de werktitel Fox Force Five en eindigden op 15 april 2019. In september 2019 werden er in Los Angeles bijkomende opnames georganiseerd om nieuwe actiescènes aan de film te kunnen toevoegen. Deze opnames werden geleid door stuntcoördinator en regisseur Chad Stahelski.

### Muziek
De soundtrack van Birds of Prey werd op 9 januari 2020 bekendgemaakt. Het album bestaat enkel uit vrouwelijke artiesten. Het nummer "Diamonds" van Megan Thee Stallion en Normani werd in december 2019 aangekondigd als de hoofdsingle van het album.

## Release
Birds of Prey ging op 25 januari 2020 in première in Mexico-Stad. De Amerikaanse release volgde op 7 februari 2020. De film werd uitgebracht in 2D en IMAX. In België en Nederland werd de film op respectievelijk 5 en 6 februari 2020 in de bioscoop uitgebracht.
Birds of Prey ontving overwegend positieve recensies. Op Rotten Tomatoes heeft de film een waarde van 78% en een gemiddelde score van 6,73/10, gebaseerd op 386 recensies. Op Metacritic heeft de film een gemiddelde score van 60/100, gebaseerd op 59 recensies.
Omdat het openingsweekend van de film zowel in de Verenigde Staten als internationaal onder de financiële verwachtingen bleef, pasten enkele Amerikaanse bioscoopketens op vraag van Warner Brothers de titel van de film aan. Birds of Prey: And the Fantabulous Emancipation of One Harley Quinn werd in de programmatie van de bioscopen ook aangeboden onder de titel Harley Quinn: Birds of Prey.

## Trivia
- De lange titel van de film kan beschouwd worden als een parodie op Birdman or (The Unexpected Virtue of Ignorance) (2014).[42] Volgens Margot Robbie wilden de makers met de lange, speelse titel onderstrepen dat Birds of Prey geen serieuze film is.[43]